# Olimp (tổ chức)

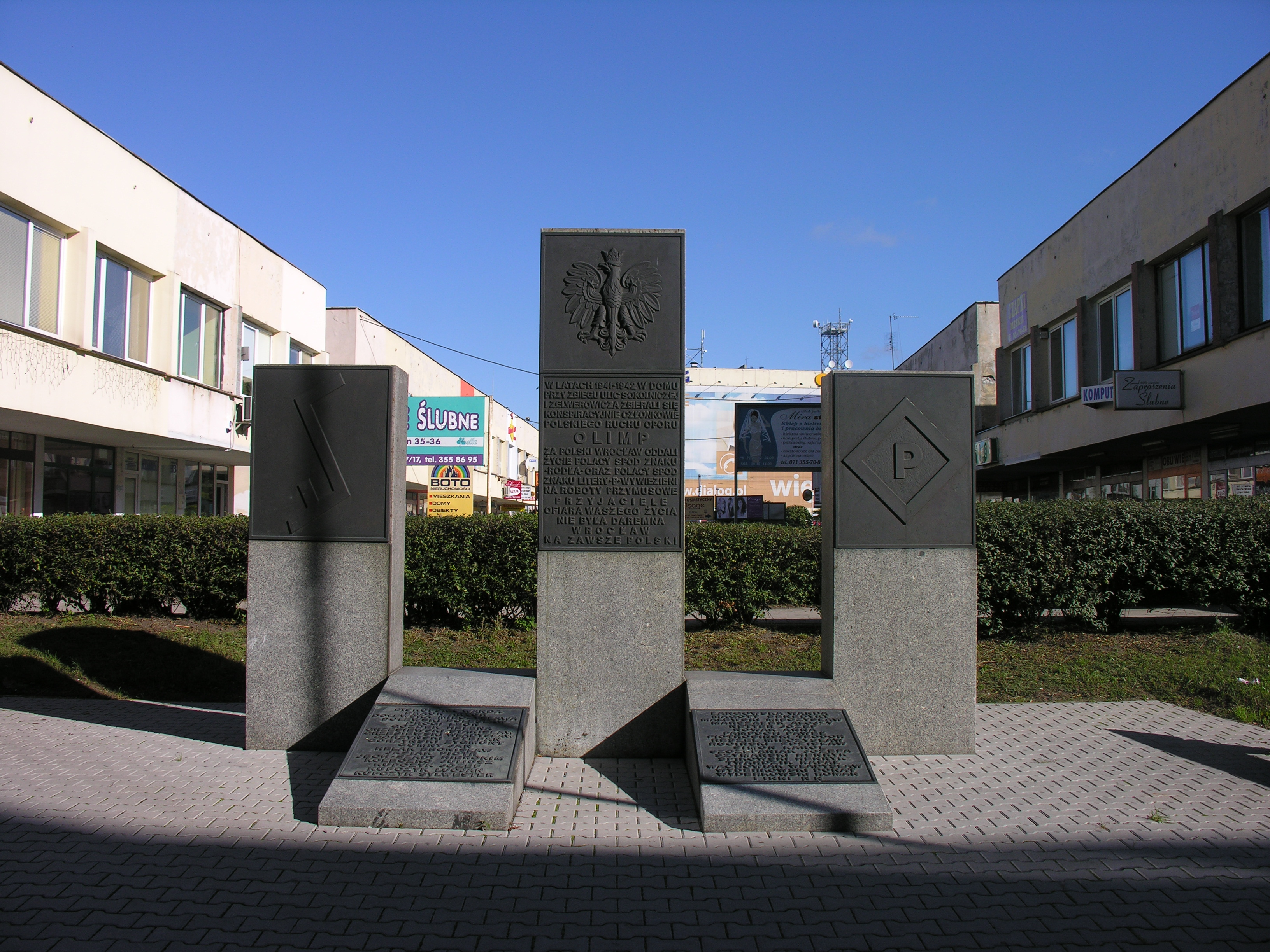
Tượng đài tưởng nhớ nhóm Olimp ở Wrocław, tại góc đường Zelwerowicza i Sokolnicza. Dòng chữ tại đây ghi: Trong những năm 1941-1942 ở căn nhà nằm tại góc đường Sokolnicza và Zelwerowicza, các thành viên của nhóm kháng chiến Ba Lan Olimp đã tập hợp trong bí mật. Những người Ba Lan đến từ Rodło những người Ban Lan với ký hiệu P-trục xuất đã bị buộc lao động để hy sinh cho người dân Ba Lan ở Wrocław. Sự hy sinh của các bạn sẽ mãi mãi không bao giờ rơi vào quên lãng trong lòng người Ba Lan ở Wrocław.

Olimp là một tổ chức kháng chiến chống Phát xít của Ba Lan hoạt động ở Wrocław (Breslau) trong Thế chiến II.
Tổ chức này được thành lập vào năm 1941 bở nhóm thiểu số Ba Lan ở Đức sinh sống ở Wocław và người Ba Lan đến từ Thượng Silesia. Ban đầu, tổ chức này bao gồm những người Ba Lan đến từ Đại Ba Lan (Wielkopolska) vốn hiện diện trong thành phố do sự cưỡng bức lao động, cùng với những người đã trốn thoát từ các trại của người Đức gần đó. Một số thành viên trước đó đã tham gia vào chiến dịch tháng 9, chiến đấu chống lại người Đức.
Mục đích của tổ chức là thu thập thông tin tình báo và thực hiện các hành động phá hoại ngầm, đồng thời tương trợ cho những công nhân Ba Lan bị cưỡng bức làm việc. Tổ chức này có liên hệ với Katowice thanh tra của ZWZ (Polish: Związek Walki Zbrojnej, Liên minh đấu tranh vũ trang), tổ chức tiền thân của Quân đội Quê nhà Ba Lan. Trên thực tế, một số nguồn thông tin từ Đức trong thời điểm này đề cập đến tổ chức Olimp như là ZWZ.
Đã có khoảng hai mươi thành viên của tổ chức bị gửi đi trại tập trung Gross-Rosen, bốn mươi người đến Auschwitz và mười người đến Mauthausen.
Nơi hội họp chính của những thành viên là căn hộ nằm tại số 19 Jahnstrasse, hiện nay là giao lộ của hai con đường Zelwerowicz và Sokolnicza. Một số thành viên của tổ chức này bao gồm Stanisław Grzesiewski, Rafał Twardzik, anh em Wyderkowscy là Jan và Roman, Alojzy Marszałek, Edward Damczyk và Felicyta Podlakówna-Damczyk. Sự ra vào thường xuyên của số đông người tại đây được che đậy bằng quán ăn nổi tiếng ở bên dưới nơi hội họp.  Tên của tổ chức bắt nguồn từ một lời nói của một thành viên tổ chức - theo hồi ức của Felicyta Damczyk, do căn hộ nằm trên tầng 4 của tòa nhà, một thành viên đã bình luận "nơi này xa như núi Olympus!". "Olimp" là từ tiếng Ba Lan chỉ Olympus, sau này tên tổ chức được gọi là Olimp.
Tổ chức cũng giúp đỡ che giấu những người Ba Lan trốn thoát trong khi được đưa đến các trại tập trung, như Gross Rossen. Ngay cả khi bị đàn áp quyết liệt từ chính quyền Đức, tổ chức vẫn tiếp tục mở rộng hoạt động của mình. Ngoài việc giúp đỡ các nạn nhân bị ngược đãi, Olimp bắt đầu thu thập tin tức về sự di chuyển của binh lính Đức, các chuyến vận chuyển bằng đường ray và đường thủy, đồng thời điều tra những nơi chứa đạn dược và kho tàng. Các thành viên còn thu thập tài liệu về các nhà máy sản xuất của Linke-Hoffmann và Famo-Werke và chụp ảnh những mục tiêu mang tính quan trọng về mặt chiến lược. Nhiều thông tin được thu thập bởi các công nhân nô lệ từ các nhà máy Đức khác nhau, rồi được chuyển sang cách nhà hoạt động của Olimp. Các bản báo cáo được biên soạn và gửi quan những người Ba Lan hoạt động ngầm ở Łódź và Kraków, từ đây các bản báo cáo được chuyển qua Viên và Thụy Sĩ đến Anh Quốc.
Năm 1942, cơ quan cảnh sát mật vụ Đức là Gestapo ở Wrocław phối hợp với đơn vị ở Katowice, để tìm thông tin về tổ chức và nơi đóng cơ quan đầu não. Một cái bẫy được giăng ra và kết quả là 400 thành viên bị bắt giữ. Đàn ông bị chuyển về nhà tù ở đường Łąkowa, trong khi phụ nữ được chuyển đến một nhà tù khác ở Świebodzka. Cả hai nhóm sau đó đều bị tra tấn bởi Gestapo - hậu quả là một số thành viên của nhóm đã bị mất trí. Sau nửa năm tra tấn và thẩm vấn, 20 thành viên Olimp được gửi tới trại Gross Rosen cùng với phán quyết tử hình, 40 thành viên được gửi tới Auschwitz-Birkenau và 10 đến Mauthausen. Ngay cả đối với những người không được phán quyết tử hình một cách công khai vẫn bị đối xử một cách thô bạo đặc biệt và chết một thời gian ngắn sau khi đến trại, thông thường là trong vòng một tháng. Một thành viên Olimp, Stanisław Ruciński, sống sót đến tháng 5 năm 1944 vì lý do Gestapo tin rằng ông ta nắm thống tin về các đơn vị ngầm khác vẫn còn đang hoạt động, và ông được tha cho đến khi có phán kết luận cuối cùng.
Trong số các thành viên của tổ chức chỉ còn vài người sống sót. Maria Wyderowska sống ở trại Auschwitz, trong khi người anh em chồng của cô, Jan, đã xoay xở trốn thoát và gia nhập dân quân chống Phát xít ở vùng Lublin. Felicyta Podlak và Edward Damczyk cũng sống sót qua chiến tranh và sau đó kết hôn tại một nhà thờ ở Wrocław. Kết quả của những nỗi lực của Felicja một tượng đài tưởng niệm được dựng lên ở Wrocław để vinh danh tổ chức.